# توماس بلیک (تنیس‌باز)
 توماس بلیک (انگلیسی: Thomas Blake؛ زاده ۲۹ دسامبر ۱۹۷۶) یک تنیس‌باز اهل ایالات متحده آمریکا است.